# Río Blanco (distrito en Costa Rica)
Río Blanco es un distrito del cantón de Limón, en la provincia de Limón, de Costa Rica.

## Historia
Río Blanco fue creado el 10 de agosto de 1992 por medio de Decreto Ejecutivo 21515-G.

## Geografía
Río Blanco cuenta con un área de 131,31 km² y una altitud media de 9 m s. n. m.

## Demografía
Para el año 2022, Río Blanco cuenta con una población estimada de 13 351 habitantes, y para el último censo efectuado, en 2011, Río Blanco contaba con una población de 8307 habitantes.

## Localidades
- Cabecera: Liverpool
- Poblados: Brisas, Brisas de Veragua, Búfalo, Limón 2000, Loma Linda, México, Milla 9, Miravalles, Río Blanco, Río Cedro, Río Madre, Río Quito, Río Victoria, Sandoval, Santa Rita, Victoria.

## Transporte

### Carreteras
Al distrito lo atraviesan las siguientes rutas nacionales de carretera:
- Ruta nacional 32
- Ruta nacional 240
- Ruta nacional 257